# 家庭教師ヒットマンREBORN! ボンゴレファミリー総登場!死ぬ気で語れ!そして歌え!
『家庭教師ヒットマンREBORN! ボンゴレファミリー総登場!死ぬ気で語れ!そして歌え!』（かてきょーヒットマンリボーン ボンゴレファミリーそうとうじょう しぬきでかたれ そしてうたえ）は、「週刊少年ジャンプ」（集英社）連載の漫画『家庭教師ヒットマンREBORN!』のキャラクターソング・アルバム。
主人公・ツナのファミリーと家庭教師、および関係のある主要な登場人物が、それぞれのテーマソングをBGMに語っている。ジャケットはキャラクター19人のSDイラスト。

## キャスト
- リボーン：ニーコ
- 沢田綱吉：國分優香里
- 獄寺隼人：市瀬秀和
- 山本武：井上優
- 笹川了平：木内秀信
- 雲雀恭弥：近藤隆
- 六道骸：飯田利信
- 子供ランボ：竹内順子
- 大人ランボ：津田健次郎
- 笹川京子：稲村優奈
- 三浦ハル：吉田仁美
- イーピン：チャン・リーメイ

## 収録曲
全作曲・編曲：佐橋俊彦
1. オープニング（Instrumental） [1:09]
2. 晴れて極限 [4:20]
出演：笹川了平、リボーン、沢田綱吉、獄寺隼人、山本武、雲雀恭弥、六道骸、子供ランボ
作詞：三井秀樹
3. 雷はボンバーヘッド [5:08]
出演：子供ランボ、オトナランボ、リボーン、沢田綱吉、獄寺隼人、山本武、笹川了平、雲雀恭弥
作詞：三井秀樹
4. 嵐の爆弾野郎 [4:12]
出演：獄寺隼人、リボーン、沢田綱吉、山本武、笹川了平、雲雀恭弥、六道骸、子供ランボ
作詞：三井秀樹
5. それが恋の掟なの [3:41]
歌：笹川京子（稲村優奈）・三浦ハル（吉田仁美）・イーピン（チャン・リーメイ）
作詞：須賀正人
6. 雨の継承者 [5:37]
出演：山本武、リボーン、沢田綱吉、獄寺隼人、笹川了平、雲雀恭弥、六道骸、子供ランボ
作詞：三井秀樹
7. 霧の憑依 [5:47]
出演：六道骸、リボーン、沢田綱吉、獄寺隼人、山本武、笹川了平、雲雀恭弥、子供ランボ
作詞：三井秀樹
8. 孤高の浮き雲 [4:09]
出演：雲雀恭弥、リボーン、沢田綱吉、獄寺隼人、山本武、笹川了平、六道骸、子供ランボ
作詞：三井秀樹
9. 大空の意志 [4:48]
出演：沢田綱吉、リボーン、獄寺隼人、山本武、笹川了平、雲雀恭弥、六道骸、子供ランボ
作詞：三井秀樹
10. ファミリー〜約束の場所〜 [6:22]
歌：沢田綱吉（國分優香里） with ボンゴレファミリー（ニーコ、市瀬秀和、井上優、木内秀信 、近藤隆、飯田利信、竹内順子、津田健次郎、稲村優奈、吉田仁美、チャン、リーメイ）
作詞：あべさとえ

## ツナと守護者6人のテーマ曲集（セリフ抜きバージョン）
『家庭教師ヒットマンREBORN！オリジナルサウンドトラック〜標的3〜』の初回限定盤に、本作のセリフ抜きバージョンが収録された特典ディスク「ツナと守護者6人のテーマ曲集」が同梱されていた。（「オープニング」・「それが恋の掟なの」・「ファミリー〜約束の場所〜」を除く）

## スタッフ
原作天野明「週刊少年ジャンプ」（集英社）連載
音楽佐橋俊彦
脚本三井秀樹
キャスティング野上祥子
プロデューサー片岡義朗
関沢新二
大熊一成
長岡和弘
ディレクター須賀正人